# Malthinus flaveolus
Malthinus flaveolus är en skalbaggsart som först beskrevs av Herbst 1786.  Malthinus flaveolus ingår i släktet Malthinus, och familjen flugbaggar. Arten är reproducerande i Sverige.